# Pretzier
Pretzier ist eine Ortschaft und ein Ortsteil der Hansestadt Salzwedel im Altmarkkreis Salzwedel in Sachsen-Anhalt.

## Geographie

### Lage
Das Straßendorf Pretzier liegt etwa sieben Kilometer östlich vom Salzwedeler Stadtzentrum im Norden der Altmark. Der etwa 44 Meter hohe Scherselberg liegt westlich des Dorfes. Der Molkereigraben Prezier im Süden des Ortes strömt in den Ried, der in die Jeetze fließt.

### Ortschaftsgliederung
Zur Ortschaft Pretzier gehören die Ortsteile Pretzier und Königstedt.

## Geschichte

### Mittelalter bis Neuzeit
Man nimmt an, dass das heutige Pretzier als slawische Siedlung vor ungefähr 1100 Jahren entstand. An der Stelle des heutigen Pretziers entstand wohl erst im 12. oder 13. Jahrhundert eine Siedlung. Diese wurde von Deutschen gegründet und hieß daher Deutsch-Pretzier.
Wilhelm Zahn berichtete im Jahre 1909: „Auf der Feldmark 1,2 Kilometer südlich vom Dorf, an der Grenze der Feldmark von Stappenbeck, liegen die Dorfstellen oder Dorfstücke, 19 schmale parallele Ackerstreifen. Hier hat ein Dorf gelegen. Es ist aber ungewiß, ob es Wendisch Pretzier gewesen ist, denn 8 Kilometer von Deutsch Pretzier liegt im Hannöverschen das Dorf Prezier, das auch als Wendisch Prezier bezeichnet wird.“
Im Jahre 1316 ist Pretzier zum ersten Mal urkundlich erwähnt worden als villa Prytszyr. Der Salzwedeler Burgmann Ritter Henning Crucemann überließ dem Heilig-Geist-Kloster zu Salzwedel im Perver einen Hof in Pretzier. 1321 wird ein Johanni Priscir in Salzwedel erwähnt.
1328 verkauften die von Garthow Hebungen in priscer an das Kloster Diesdorf. 1334 war Arnold von Mechowen Schulze in pryscyr. 1337 erwarb die Marienkirche Salzwedel Hebungen in prisser, die 1344, 1409, 1411, 1446 und 1503 bestätigt wurden. 1359 überließ das Kloster Dambeck seine Hebungen an prisser dem Kloster Diesdorf. Im Landbuch der Mark Brandenburg von 1375 wurde Prischier mit 32 Hufen Landes aufgeführt. Weitere Nennungen sind 1541 Prezir, 1608 Teütsche Pritzier, 1687 Prietzier, 1804 Deutsch Pretzier, 1873 Deutschpretzier, 1898 Pretzier (= Deutsch Pretzier).
Bei der Bodenreform wurden 1945 ermittelt: 96 Besitzungen mit unter 100 Hektar Fläche haben zusammen 718 Hektar. Die Kirche besaß hat 51 Hektar. Erst im Jahre 1959 entstand die erste Landwirtschaftliche Produktionsgenossenschaft vom Typ I, die LPG „Altmark“.
Im Jahre 2016 feierte Pretzier seine erstmalige urkundliche Erwähnung vor 700 Jahren. Die Hobby-Historiker Manfred Wernecke und Uwe Gade aus Pretzier hatten dazu eine Ortschronik veröffentlicht.

### Archäologie
Die Gegend war bereits in der mittleren Bronzezeit besiedelt. Im Johann-Friedrich-Danneil-Museum Salzwedel wird eine bronzene Beinberge aus Pretzier gezeigt.

### Herkunft des Ortsnamens
Heinrich Sültmann leitet den Ortsnamen Pretzier aus den Silben pre für am und ziry für Weideland als Ort am Weideland ab.

### Eingemeindungen
Ursprünglich gehörte das Dorf zum Arendseeischen Kreis der Mark Brandenburg in der Altmark. Zwischen 1807 und 1813 lag es im Landkanton Salzwedel auf dem Territorium des napoleonischen Königreichs Westphalen. Ab 1816 gehörte die Gemeinde zum Kreis Salzwedel, dem späteren Landkreis Salzwedel.
Am 25. Juli 1952 kam Pretzier zum Kreis Salzwedel im Bezirk Magdeburg. Am 1. Januar 1992 wurde die Gemeinde Königstedt aus dem gleichen Kreis nach Pretzier eingemeindet. Die Gemeinde Pretzier kam am 1. Juli 1994 zum Altmarkkreis Salzwedel. Somit bildete Pretzier mit dem Ortsteil Königstedt bis Ende 2009 eine eigenständige Gemeinde und war Mitglied der Verwaltungsgemeinschaft Salzwedel-Land.
Durch einen Gebietsänderungsvertrag beschloss der Gemeinderat der Gemeinde Pretzier am 26. Januar 2009, dass die Gemeinde Pretzier in die Hansestadt Salzwedel eingemeindet wird. Dieser Vertrag wurde vom Landkreis als unterer Kommunalaufsichtsbehörde genehmigt und trat am 1. Januar 2010 in Kraft.
Nach Eingemeindung der bisher selbstständigen Gemeinde Pretzier werden Königstedt und Pretzier Ortsteile der Hansestadt Salzwedel. Für die eingemeindete Gemeinde wurde die Ortschaftsverfassung nach den §§ 86 ff. Gemeindeordnung Sachsen-Anhalt eingeführt. Die eingemeindete Gemeinde Pretzier und künftigen Ortsteile Königstedt und Pretzier wurden zur Ortschaft der aufnehmenden Hansestadt Salzwedel. In der eingemeindeten Gemeinde und nunmehrigen Ortschaft Pretzier wurde ein Ortschaftsrat mit sieben Mitgliedern einschließlich Ortsbürgermeister gebildet.

### Einwohnerentwicklung

#### Gemeinde
| Jahr | Einwohner |
| ---- | --------- |
| 1734 | 159       |
| 1774 | 122       |
| 1789 | 156       |
| 1798 | 175       |
| 1801 | 141       |
| 1818 | 188       |
| 1840 | 337       |
| 1864 | 445       |
| 1871 | 469       |
| 1885 | 506       |
| 1892 | [00]517   |

| Jahr | Einwohner |
| ---- | --------- |
| 1895 | 0588      |
| 1900 | [00]0646  |
| 1905 | 0638      |
| 1910 | [00]0665  |
| 1925 | 0616      |
| 1939 | 0609      |
| 1946 | 1027      |
| 1964 | 0606      |
| 1971 | 0594      |
| 1981 | 0798      |
| 1985 | [00]0936  |

| Jahr | Einwohner |
| ---- | --------- |
| 1990 | [00]0883  |
| 1993 | 0805      |
| 1995 | [00]1250  |
| 1998 | [00]1375  |
| 1999 | [00]1396  |
| 2000 | [00]1370  |
| 2005 | [00]1272  |
| 2006 | [00]1275  |
| 2007 | [00]1271  |
| 2008 | [00]1273  |
| 2009 | [00]1272  |

Quelle, wenn nicht angegeben, bis 1993:

#### Ortsteil
| Jahr | Einwohner |
| ---- | --------- |
| 2010 | [00]1200  |
| 2014 | [00]1069  |
| 2015 | [00]1094  |
| 2020 | [00]1016  |
| 2021 | [00]1032  |
| 2022 | [00]1047  |
| 2023 | [0]1034   |

## Religion
Die evangelische Kirchengemeinde Pretzier gehörte früher zur Pfarrei Stappenbeck und gehört heute zum Pfarrbereich Salzwedel-St. Georg im Kirchenkreis Salzwedel im Bischofssprengel Magdeburg der Evangelischen Kirche in Mitteldeutschland.
Im Jahre 1822 war die eigene Pfarrei Pretzier aufgelöst und als Tochterkirche Stappenbeck zugelegt worden. Sie wurde als mater combinata zu Stappenbeck bezeichnet. Die ältesten überlieferten Kirchenbücher für Pretzier stammen aus dem Jahr 1741.

## Politik

### Ortsbürgermeister
Frank Schweigel ist seit Juli 2024 Ortsbürgermeister der Ortschaft Pretzier.
Davor war Herbert Schulze (CDU) 34 Jahre Bürgermeister. Er war letzter Bürgermeister der Gemeinde Pretzier und bis 2024 Ortsbürgermeister.

### Ortschaftsrat
Die Ortschaftsratswahl vom 9. Juni 2024 ergab die folgende Sitzverteilung (in Klammern die Ergebnisse von 2019).
- 5 Sitze Freie Wählergemeinschaft Pretzier/Königstedt (7 Sitze)
- 2 Sitze Wählergemeinschaft Pro-Activ

Es wurden eine Frau und 6 Männer gewählt. Von 906 Wahlberechtigten hatten 643 ihre Stimme abgegeben, die Wahlbeteiligung betrug damit 70,97 Prozent.

### Wappen
Das Wappen nutzte die Gemeinde auf ihrer Homepage. Eine Beschreibung ist nicht überliefert.

## Kultur und Sehenswürdigkeiten
- Die evangelische Dorfkirche Pretzier basiert auf einem barockisierenden Entwurf von Hans Jessen. Sie wurde 1911 eingeweiht. Vom mittelalterlichen Vorgängerbau wurde der querrechteckige Westturm aus Feldstein übernommen und massiv in Fachwerk erhöht und mit einem keilförmigen Walmdach abgeschlossen.[1] Dank der Spende von mehreren Kilogramm Kupfernägeln einer Kirchengemeinde aus dem Raum Oldenburg konnte 1956 das Turmdach mit Schieferplatten eingedeckt werden.[29] Die heutige Kirche wurde 1999 nach umfangreichen Renovierungsarbeiten fertiggestellt.[30]
- Der Ortsfriedhof ist auf dem Kirchhof.
- In Pretzier steht in der Ortsmitte ein Denkmal für die Gefallenen des Ersten Weltkrieges mit einer Gedenktafel für die Opfer des Zweiten Weltkrieges.[31]

### Vereine
- Förderverein der Freiwilligen Feuerwehr Pretzier e. V.
- Sportgemeinschaft 1895 Pretzier e. V.

## Wirtschaft und Infrastruktur

### Bildung
Es gibt eine Grundschule mit Hort und eine Kindertagesstätte.

### Verkehr
Straße
Durch Pretzier verläuft die Bundesstraße 190, welche für das Dorf die wichtigste Verbindung darstellt. Die nächsten Ortschaften auf der Bundesstraße sind Salzwedel und Ritzleben. Weitere Außerortsstraßen gehen in die Nachbarorte Groß Chüden, Klein Gartz, Königsstedt, Riebau und Stappenbeck.
Eisenbahn

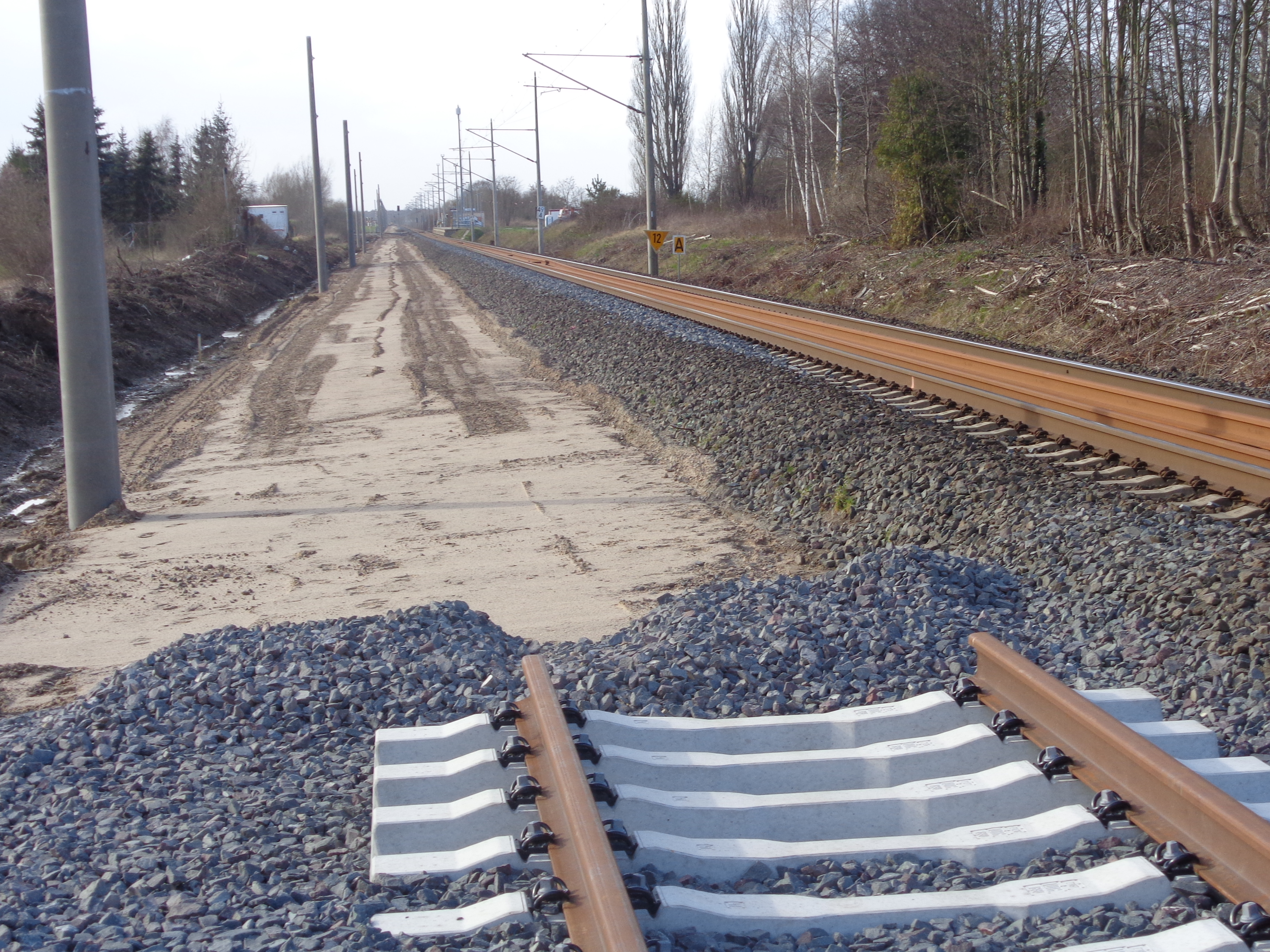
zweigleisiger Ausbau der Bahnstrecke Stendal–Uelzen bei Pretzier (2015)

Der Haltepunkt Pretzier (Altm) liegt an der Bahnstrecke Stendal–Uelzen. Hier halten mehrmals täglich Regionalbahnen. Nach dem Stationsverzeichnis der Eisenbahnen Europas von 1936 lautete auch schon die Reichsbahn-Stationsbezeichnung Pretzier (Altm.). Von dieser Ortsbezeichnung wich die Bezeichnung der Firma Kleinbahn Osterburg – Deutsch Pretzier ab.

## Persönlichkeiten
In Pretzier wurde der Breakdancer Nils Klebe (* 1979) geboren. Der DBD-Politiker Joachim Holz (* 1944) und der CDU-Politiker Egon Sommerfeld (1930–2014) waren langjährige Vorsitzende der örtlichen LPG. Pretzier war zudem 1923 der Geburtsort von  Günter Hager, einem Augenarzt, der Lehrstuhlinhaber in Berlin und Bochum wurde.